# Либела
Либела (лат. libella, деминутив од libra — „вага”; васер-вага, од Wasser — „вода” + Waage — „вага”; водена вага) је направа за постављање равнина у хоризонталан или вертикалан положај, и мјерење и заузимање углова нагиба. Често је дио неког другог инструмента или направе.
На оптичким инструментима либела може бити цјеваста и округла.
Цјеваста или цилиндрична либела састоји се од стаклене или пластичне цијеви напуњене загријаним метилалкохолом, етилалкохолом или сумпорним наркозним етером и по дужини уграђене у метални оквир разних конструкција. Послије хлађења течности у цијеви остаје мали безваздушни простор (мјехур, мехур). Помјерање мјехура у цијеви преко гравиране скале даје индикацију о нагнутости либеле и објекта мјерења уз који је прислоњена.
Округла, центрична или дозна либела има посуду у облику затвореног усправног цилиндра са граваним стакленим поклопцем у облику концентричних кругова. Централни мјехур остаје у центру само ако је либела у савршеном дводимензионалном хоризонталном положају.
На ваздухопловним инструментима либеле се дијеле на попречне и уздужне, а мјере нагиб ваздухоплова (попречни или уздужни).